# Liste der Baudenkmäler in Metten
Auf dieser Seite sind die Baudenkmäler in dem niederbayerischen Markt Metten zusammengestellt. Diese Tabelle ist eine Teilliste der Liste der Baudenkmäler in Bayern. Grundlage ist die Bayerische Denkmalliste, die auf Basis des Bayerischen Denkmalschutzgesetzes vom 1. Oktober 1973 erstmals erstellt wurde und seither durch das Bayerische Landesamt für Denkmalpflege geführt wird. Die folgenden Angaben ersetzen nicht die rechtsverbindliche Auskunft der Denkmalschutzbehörde.
 Die Liste gibt den Fortschreibungsstand vom 3. Juli 2018 wieder und umfasst siebzehn Baudenkmäler.

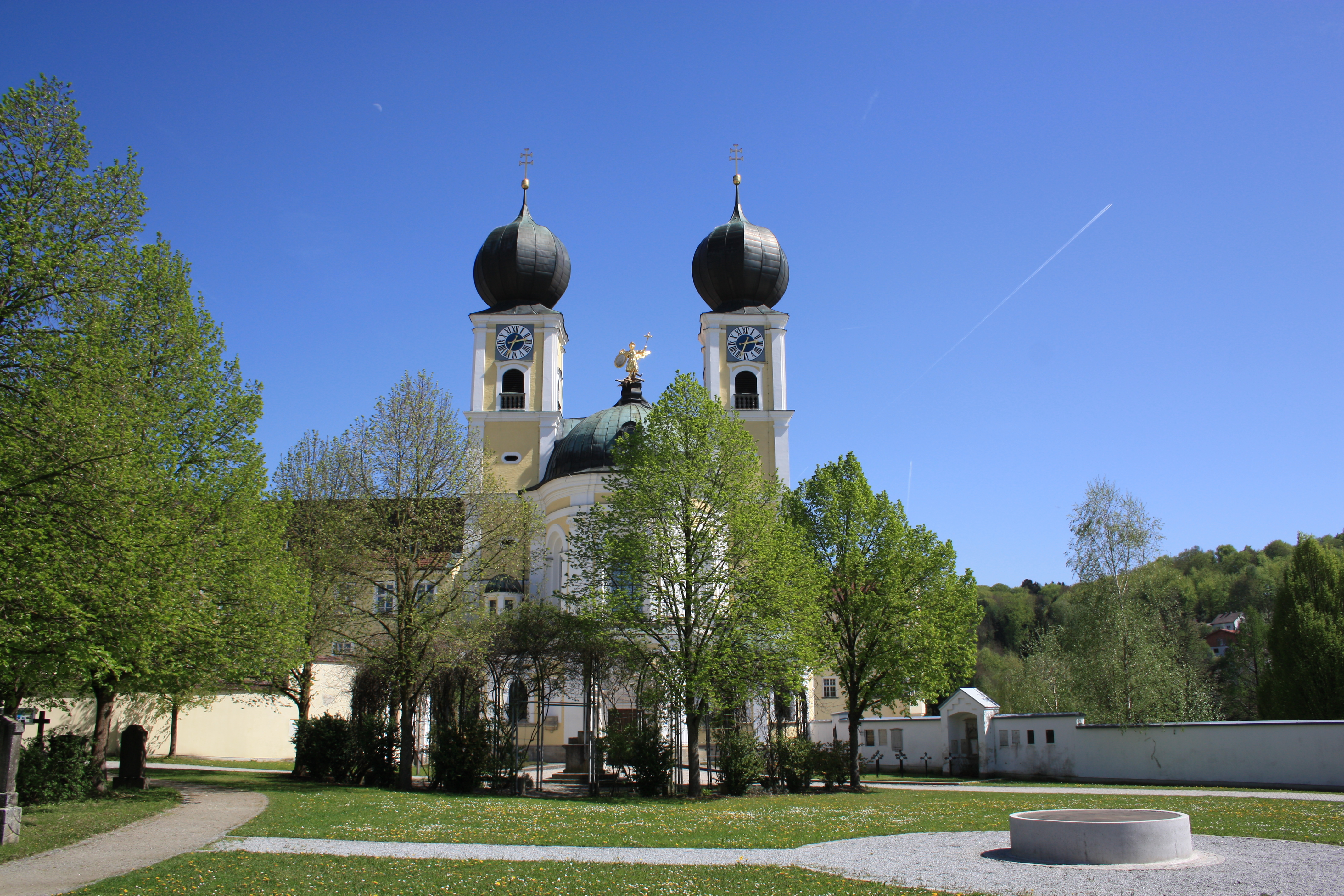
Blick auf Kloster Metten

## Baudenkmäler nach Ortsteilen

### Metten
| Lage                                                                                  | Objekt                                           | Beschreibung | Akten-Nr.     | Bild                                  |
| ------------------------------------------------------------------------------------- | ------------------------------------------------ | --- | ------------- | ------------------------------------- |
| Abteistraße 3; 6; 2; Egger Straße 4; 6; 8; 10 (Standort)                              | Benediktinerabtei                                | Ausgedehnte barocke Anlage um vier Höfe, um 766 gegründet, umfangreiche Bautätigkeit im 17./18. Jahrhundert; mit Ausstattung. Alter Konventbau, Kreuzgang mit frühgotischen Fenstern am Westflügel sowie Kapitelsaal im Ostflügel, um 1700; Neuer Konventbau, dreigeschossige Dreiflügelanlage mit polygonalen Eckerkern, ehemaliges Sommerrefektorium im Nord- und Bibliothek im Ostflügel, frühes 17. Jahrhundert, im 19. Jahrhundert aufgestockt, Bibliothek 1722–26 ausgebaut; Festsaal- und Seminarbau, dreigeschossige Vierflügelanlage mit Schweifgiebel, Pilastergliederung bzw. gartenseitiger Freitreppe am östlichen Festsaal-Pavillonbau, von Benedikt und Albert Schöttl, 1734–59; Brunnen, runder Bassin mit steinerner Säulenfigur Karls des Großen, 18. Jahrhundert; Ökonomiehof, 1628, stark verändert. | D-2-71-132-1  | weitere Bilder                        |
| Abteistraße 4; 9; 3; Marktplatz 1 (Standort)                                          | Katholische Kloster- und Pfarrkirche St. Michael | Barocker Wandpfeilersaal mit spätgotischem Chor und westlicher Doppelturmfassade mit halbrund überkuppelter Vorhalle, 1712–29, nach Plänen des Straubinger Stadtmaurermeisters Jakob Ruesch über älterem Kern durchgreifend erneuert, Türme 1680/81 mit romanischem Nordturmrumpf; mit Ausstattung; Friedhof, mit Umfassungsmauer, Anlage mittelalterlich; Ölbergkapelle, barocker pavillonartiger Bau mit mittiger Arkadennische, 17./18. Jahrhundert; Nepomukkapelle, korbbogige in Architekturrahmen eingestellte Nische mit steinernem heiligem Nepomuk, erste Hälfte 18. Jahrhundert. | D-2-71-132-2  | weitere Bilder                        |
| Nähe Abteistraße (Standort)                                                           | Gartenpavillon                                   | Polygonaler chinoiser Bau mit abgesetztem Zeltdach und Eckpilastern, 18. Jahrhundert. | D-2-71-132-8  | Gartenpavillon                        |
| Donaustraße 65; Der Mettener Bach in der Flur Metten; Offenberger Mühlbach (Standort) | Schöpfwerk Metten                                | Erdgeschossiger Massivbau mit flachem Walmdach und seitlichem Turm mit Pyramidendach, Relieftafeln mit Inschrift und bildlichen Darstellungen, funktionale Formen mit Anlehnung an Heimatstil, 1932/33 durch das Wasserwirtschaftsamt Deggendorf vom freiwilligen Arbeitsdienst erbaut; angrenzende Zulauf- und Ableiteranlagen, gleichzeitig; zugehöriger Arbeitsdienstgedenkstein aus Granit, 1933. | D-2-71-132-5  | Schöpfwerk Metten                     |
| Nähe Donaustraße (Standort)                                                           | Kriegerdenkmal                                   | Für die Gefallenen und Teilnehmer des Krieges 1870/71, Obelisk auf Postament mit Inschrifttafeln 1897. | D-2-71-132-22 | Kriegerdenkmal                        |
| Krankenhausstraße 22 (Standort)                                                       | Ehemaliges Krankenhaus, jetzt Rathaus            | Zweigeschossiger neubarocker Walmdachbau mit polygonalem Kapellenerker, geschweiftem Nordgiebel und Zwiebel-Dachreiter, um 1900. | D-2-71-132-7  | Ehemaliges Krankenhaus, jetzt Rathaus |

### Berg
| Lage                                                          | Objekt                                      | Beschreibung | Akten-Nr.     | Bild             |
| ------------------------------------------------------------- | ------------------------------------------- | --- | ------------- | ---------------- |
| Kirchplatz 2 (Standort)                                       | Katholische Filialkirche St. Peter und Paul | Kleiner barockisierter Saalbau mit eingezogenem, wohl spätgotischem Chor und Nordturm, im Kern um 1299, um 1760 erneuert, Turmunterbau romanisch, Oberbau 1893; mit Ausstattung; Kirchhofmauer, Naturstein, 18./19. Jahrhundert. | D-2-71-132-9  | weitere Bilder   |
| Kirchplatz 7 (Standort)                                       | Ehemalige Schule                            | Zweigeschossiger Flachsatteldachbau mit Kniestock und Lisenengliederung, 1872, Zwerchhaus mit Toiletten um 1925; mit Ausstattung; Stadel, hölzerner Satteldachbau, um 1872.                                                      | D-2-71-132-18 | Ehemalige Schule |
| Kirchplatz; Lehmberger Straße; Maurus-Dietl-Straße (Standort) | Dorfbrunnen                                 | Gusseiserne klassizierende Brunnensäule mit genietetem Trog, 19. Jahrhundert. | D-2-71-132-17 | Dorfbrunnen      |

### Obermettenwald
| Lage                        | Objekt                     | Beschreibung | Akten-Nr.     | Bild |
| --------------------------- | -------------------------- | --- | ------------- | ---- |
| Obermettenwald 9 (Standort) | Ehemaliges Kleinbauernhaus | Erdgeschossiger Flachsatteldachbau mit Blockbau-Kniestock und Giebelschrot, Anfang 19. Jahrhundert, ehemaliger Wirtschaftsteil modern ausgebaut. | D-2-71-132-10 | BW   |

### Riedfeld
| Lage                  | Objekt          | Beschreibung | Akten-Nr.     | Bild |
| --------------------- | --------------- | --- | ------------- | ---- |
| Riedfeld 7 (Standort) | Kleinbauernhaus | Erdgeschossiger Satteldachbau mit Blockbau-Kniestock bzw. -giebel und zwei Giebelschroten, erste Hälfte 19. Jahrhundert. | D-2-71-132-11 | BW   |

### Untermettenwald
| Lage                            | Objekt    | Beschreibung                                      | Akten-Nr.     | Bild      |
| ------------------------------- | --------- | ------------------------------------------------- | ------------- | --------- |
| Flur Untermettenwald (Standort) | Bildstock | Granitpfeiler mit Laterne, bezeichnet mit „1646“. | D-2-71-132-12 | Bildstock |

### Uttobrunn
| Lage                   | Objekt                                     | Beschreibung                                                                                        | Akten-Nr.     | Bild           |
| ---------------------- | ------------------------------------------ | --------------------------------------------------------------------------------------------------- | ------------- | -------------- |
| Uttobrunn 4 (Standort) | Katholische Filialkirche Unsere Liebe Frau | Barocker Saalbau mit Zwiebel-Dachreiter, nach Plänen von Ulrich Stöckl, 1699–1701; mit Ausstattung. | D-2-71-132-13 | weitere Bilder |

### Zeitldorf
| Lage                   | Objekt        | Beschreibung | Akten-Nr.     | Bild          |
| ---------------------- | ------------- | --- | ------------- | ------------- |
| Zeitldorf 5 (Standort) | Wohnstallhaus | Zweigeschossiger Flachsatteldachbau mit Kniestock, Traufschrot und zwei bemalten Giebelschroten, 19. Jahrhundert; Stadel, östlich abgewalmter Holzbau mit Steildach, Mittelsäule bezeichnet mit „1725“, Dachstuhl bezeichnet mit „1813“; ehemaliger Stall, Flachsatteldachbau aus Bruchsteinmauerwerk mit Kniestock, 19. Jahrhundert, zu Wohnzwecken modern ausgebaut. | D-2-71-132-16 | Wohnstallhaus |
| Zeitldorf 6 (Standort) | Wohnstallhaus | Erdgeschossiger Flachsatteldachbau mit hohem Blockbau-Kniestock, Giebelschrot, geschnitzten Schrotsäulen und Giebelkruzifix, Ende 18. Jahrhundert; Traidkasten, Blockbau mit Flachsatteldach und Taubenkobel, 18. Jahrhundert. | D-2-71-132-14 | Wohnstallhaus |
| Zeitldorf 7 (Standort) | Traidkasten   | Blockbau mit Flachsatteldach, 18. Jahrhundert. | D-2-71-132-15 | BW            |
| Zeitldorf 8 (Standort) | Dorfkapelle   | Neuromanischer Satteldachbau mit Dachreiter, zweite Hälfte 19. Jahrhundert; mit Ausstattung. | D-2-71-132-19 | Dorfkapelle   |